# Juego de las Estrellas de la Major League Soccer 2018

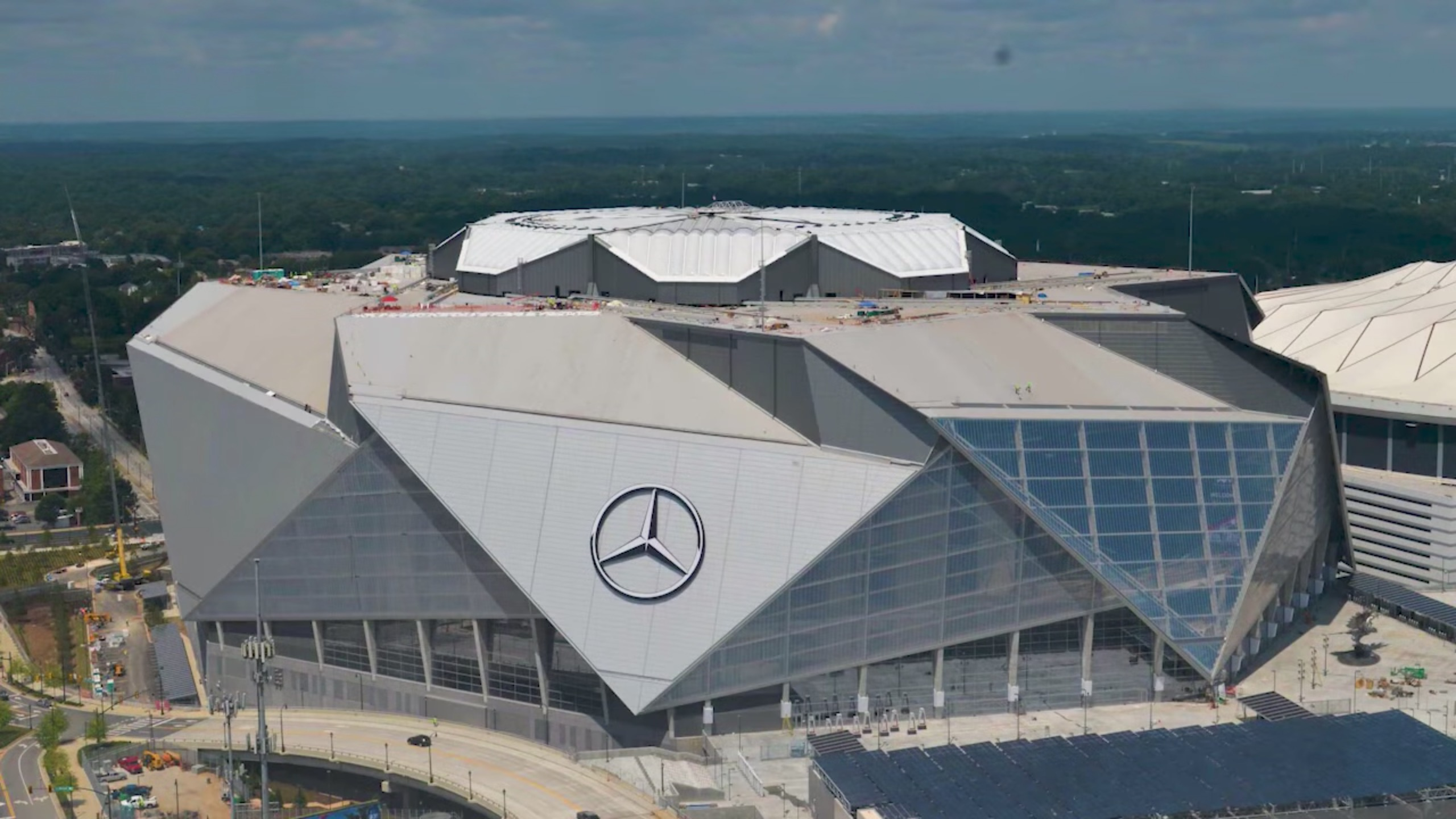
Mercedes-Benz Stadium

El Juego de las Estrellas de la Major League Soccer 2018 fue la 23.ª edición del Juego de las Estrellas de la Major League Soccer, se jugó el 1 de agosto de 2018 entre el Equipo de estrellas de la Major League Soccer y la Juventus de Turín de Italia. El partido se disputó en el Mercedes-Benz Stadium en Atlanta, Georgia. El juego terminó en un empate a 1-1 luego de los 90 minutos, y se definió en una tanda de penaltis que Juventus ganó por 5-3.
El venezolano Josef Martínez fue nombrado el mejor jugador del partido.
El partido fue presenciado por 72.317 espectadores en el Mercedes-Benz Stadium, un nuevo récord para un juego de las estrellas de la MLS.
| Bandera de Estados Unidos | vs. | Bandera de Italia |
| Major League Soccer 1 3   | vs. | Juventus 1 5      |

## Antecedentes
En octubre de 2017, la MLS anunció que Atlanta será la sede del juego de las estrellas, luego de la gran campaña en el debut del Atlanta United FC. Juventus fue confirmada como el equipo rival en marzo de 2018.

## Reglas del juego
- Sustituciones ilimitadas.
- Tanda de penaltis si el juego termina en empate a los 90 minutos; sin tiempo extra.

## El partido
| 1     | POR   | Brad Guzan      | 46' |
| 62    | DEF   | Michael Murillo | 46' |
| 33    | DEF   | Aaron Long      | 62' |
| 23    | DEF   | Laurent Ciman   | 46' |
| 5     | DEF   | Francisco Calvo | 32' |
| 2     | MED   | Tyler Adams     | 32' |
| 14    | MED   | Alexander Ring  | 46' |
| 11    | MED   | Carlos Vela     | 46' |
| 10    | MED   | Miguel Almirón  | 46' |
| 21    | MED   | Ignacio Piatti  | 32' |
| 17    | DEL   | Josef Martínez  | 32' |
| D. T. | D. T. | Gerardo Martino |     |

| 1     | POR   | Wojciech Szczęsny     | 46' |
| 20    | DEF   | João Cancelo          | 74' |
| 24    | DEF   | Daniele Rugani        |     |
| 15    | DEF   | Andrea Barzagli       | 46' |
| 12    | DEF   | Alex Sandro           | 46' |
| 6     | MED   | Sami Khedira          | 46' |
| 5     | MED   | Miralem Pjanić        | 46' |
| 23    | MED   | Emre Can              | 46' |
| 33    | DEL   | Federico Bernardeschi | 46' |
| 42    | DEL   | Andrea Favilli        | 46' |
| 40    | DEL   | Matheus Pereira       | 65' |
| D. T. | D. T. | Massimiliano Allegri  |     |

| 18 | Guardameta     | Zack Steffen            | 46' |
| 3  | Defensa        | Michael Parkhurst       | 62' |
| 28 | Defensa        | Graham Zusi             | 46' |
| 24 | Defensa        | Matt Hedges             | 46' |
| 67 | Defensa        | Alphonso Davies         | 63' |
| 8  | Centrocampista | Diego Valeri            | 46' |
| 25 | Centrocampista | Darwin Quintero         | 62' |
| 4  | Centrocampista | Jonathan dos Santos     | 62' |
| 6  | Centrocampista | Ilie Sánchez            | 46' |
| 19 | Centrocampista | Yoshimar Yotún          | 63' |
| 77 | Centrocampista | Wilfried Zahibo         | 62' |
| 12 | Centrocampista | Sebastian Giovinco      | 32' |
| 16 | Centrocampista | Alberth Elis            | 77' |
| 27 | Centrocampista | Ezequiel Barco          | 62' |
| 99 | Delantero      | Bradley Wright-Phillips | 62' |

| 16 | Guardameta     | Carlo Pinsoglio     | Entró |
| 19 | Guardameta     | Mattia Perin        | 46'   |
| 32 | Guardameta     | Mattia Del Favero   | Entró |
| 3  | Defensa        | Giorgio Chiellini   | Entró |
| 4  | Defensa        | Mehdi Benatia       | 46'   |
| 2  | Defensa        | Mattia De Sciglio   | 46'   |
| 43 | Defensa        | Alessandro Di Pardo | 74'   |
| 36 | Centrocampista | Grigoris Kastanos   | 46'   |
| 34 | Centrocampista | Leandro Fernandes   | 46'   |
| 44 | Centrocampista | Nicolò Fagioli      | 46'   |
| 41 | Delantero      | Stefano Beltrame    | 46'   |
| 38 | Delantero      | Luca Clemenza       | 46'   |
| 31 | Delantero      | Pietro Beruatto     | 65'   |

| 26' | Josef Martínez | 1 - 1 |

| 0 - 1 | Andrea Favilli | 21' |

| Acierto de penal · Acierto de penal · Acierto de penal · Fallo de penal | Graham Zusi Yoshimar Yotún Diego Valeri Bradley Wright-Phillips | 1 - 0 2 - 1 3 - 2 3 - 3 |

| 1 - 1 2 - 2 3 - 3 3 - 4 3 - 5 | Nicolò Fagioli Stefano Beltrame Grigoris Kastanos Leandro Fernandes Mattia De Sciglio | Acierto de penal · Acierto de penal · Acierto de penal · Acierto de penal · Acierto de penal |

| 10' | Laurent Ciman |

| 44' · 88' | Alex Sandro Leandro Fernandes |

| Principal  | Robert Sibiga |
| Asistentes | Jason White   |
|            | Eric Weisbrod |
| Cuarto     | Nima Saghafi  |

| VAR | Alex Chilowicz |

|  |                    |      |      |
|  | Tiros              | 17   | 17   |
|  | Tiros a puerta     | 7    | 6    |
|  | Faltas             | 10   | 8    |
|  | Saques de esquina  | 6    | 2    |
|  | Fueras de juego    | 2    | 3    |
|  | Posesión del balón | 52.8 | 47.2 |

| 1     | POR   | Brad Guzan      | 46' |
| 62    | DEF   | Michael Murillo | 46' |
| 33    | DEF   | Aaron Long      | 62' |
| 23    | DEF   | Laurent Ciman   | 46' |
| 5     | DEF   | Francisco Calvo | 32' |
| 2     | MED   | Tyler Adams     | 32' |
| 14    | MED   | Alexander Ring  | 46' |
| 11    | MED   | Carlos Vela     | 46' |
| 10    | MED   | Miguel Almirón  | 46' |
| 21    | MED   | Ignacio Piatti  | 32' |
| 17    | DEL   | Josef Martínez  | 32' |
| D. T. | D. T. | Gerardo Martino |     |

| 1     | POR   | Wojciech Szczęsny     | 46' |
| 20    | DEF   | João Cancelo          | 74' |
| 24    | DEF   | Daniele Rugani        |     |
| 15    | DEF   | Andrea Barzagli       | 46' |
| 12    | DEF   | Alex Sandro           | 46' |
| 6     | MED   | Sami Khedira          | 46' |
| 5     | MED   | Miralem Pjanić        | 46' |
| 23    | MED   | Emre Can              | 46' |
| 33    | DEL   | Federico Bernardeschi | 46' |
| 42    | DEL   | Andrea Favilli        | 46' |
| 40    | DEL   | Matheus Pereira       | 65' |
| D. T. | D. T. | Massimiliano Allegri  |     |

| 18 | Guardameta     | Zack Steffen            | 46' |
| 3  | Defensa        | Michael Parkhurst       | 62' |
| 28 | Defensa        | Graham Zusi             | 46' |
| 24 | Defensa        | Matt Hedges             | 46' |
| 67 | Defensa        | Alphonso Davies         | 63' |
| 8  | Centrocampista | Diego Valeri            | 46' |
| 25 | Centrocampista | Darwin Quintero         | 62' |
| 4  | Centrocampista | Jonathan dos Santos     | 62' |
| 6  | Centrocampista | Ilie Sánchez            | 46' |
| 19 | Centrocampista | Yoshimar Yotún          | 63' |
| 77 | Centrocampista | Wilfried Zahibo         | 62' |
| 12 | Centrocampista | Sebastian Giovinco      | 32' |
| 16 | Centrocampista | Alberth Elis            | 77' |
| 27 | Centrocampista | Ezequiel Barco          | 62' |
| 99 | Delantero      | Bradley Wright-Phillips | 62' |

| 16 | Guardameta     | Carlo Pinsoglio     | Entró |
| 19 | Guardameta     | Mattia Perin        | 46'   |
| 32 | Guardameta     | Mattia Del Favero   | Entró |
| 3  | Defensa        | Giorgio Chiellini   | Entró |
| 4  | Defensa        | Mehdi Benatia       | 46'   |
| 2  | Defensa        | Mattia De Sciglio   | 46'   |
| 43 | Defensa        | Alessandro Di Pardo | 74'   |
| 36 | Centrocampista | Grigoris Kastanos   | 46'   |
| 34 | Centrocampista | Leandro Fernandes   | 46'   |
| 44 | Centrocampista | Nicolò Fagioli      | 46'   |
| 41 | Delantero      | Stefano Beltrame    | 46'   |
| 38 | Delantero      | Luca Clemenza       | 46'   |
| 31 | Delantero      | Pietro Beruatto     | 65'   |

| 26' | Josef Martínez | 1 - 1 |

| 0 - 1 | Andrea Favilli | 21' |

| Acierto de penal · Acierto de penal · Acierto de penal · Fallo de penal | Graham Zusi Yoshimar Yotún Diego Valeri Bradley Wright-Phillips | 1 - 0 2 - 1 3 - 2 3 - 3 |

| 1 - 1 2 - 2 3 - 3 3 - 4 3 - 5 | Nicolò Fagioli Stefano Beltrame Grigoris Kastanos Leandro Fernandes Mattia De Sciglio | Acierto de penal · Acierto de penal · Acierto de penal · Acierto de penal · Acierto de penal |

| 10' | Laurent Ciman |

| 44' · 88' | Alex Sandro Leandro Fernandes |

| Principal  | Robert Sibiga |
| Asistentes | Jason White   |
|            | Eric Weisbrod |
| Cuarto     | Nima Saghafi  |

| VAR | Alex Chilowicz |

|  |                    |      |      |
|  | Tiros              | 17   | 17   |
|  | Tiros a puerta     | 7    | 6    |
|  | Faltas             | 10   | 8    |
|  | Saques de esquina  | 6    | 2    |
|  | Fueras de juego    | 2    | 3    |
|  | Posesión del balón | 52.8 | 47.2 |

| 1     | POR   | Brad Guzan      | 46' |
| 62    | DEF   | Michael Murillo | 46' |
| 33    | DEF   | Aaron Long      | 62' |
| 23    | DEF   | Laurent Ciman   | 46' |
| 5     | DEF   | Francisco Calvo | 32' |
| 2     | MED   | Tyler Adams     | 32' |
| 14    | MED   | Alexander Ring  | 46' |
| 11    | MED   | Carlos Vela     | 46' |
| 10    | MED   | Miguel Almirón  | 46' |
| 21    | MED   | Ignacio Piatti  | 32' |
| 17    | DEL   | Josef Martínez  | 32' |
| D. T. | D. T. | Gerardo Martino |     |

| 1     | POR   | Wojciech Szczęsny     | 46' |
| 20    | DEF   | João Cancelo          | 74' |
| 24    | DEF   | Daniele Rugani        |     |
| 15    | DEF   | Andrea Barzagli       | 46' |
| 12    | DEF   | Alex Sandro           | 46' |
| 6     | MED   | Sami Khedira          | 46' |
| 5     | MED   | Miralem Pjanić        | 46' |
| 23    | MED   | Emre Can              | 46' |
| 33    | DEL   | Federico Bernardeschi | 46' |
| 42    | DEL   | Andrea Favilli        | 46' |
| 40    | DEL   | Matheus Pereira       | 65' |
| D. T. | D. T. | Massimiliano Allegri  |     |

| 18 | Guardameta     | Zack Steffen            | 46' |
| 3  | Defensa        | Michael Parkhurst       | 62' |
| 28 | Defensa        | Graham Zusi             | 46' |
| 24 | Defensa        | Matt Hedges             | 46' |
| 67 | Defensa        | Alphonso Davies         | 63' |
| 8  | Centrocampista | Diego Valeri            | 46' |
| 25 | Centrocampista | Darwin Quintero         | 62' |
| 4  | Centrocampista | Jonathan dos Santos     | 62' |
| 6  | Centrocampista | Ilie Sánchez            | 46' |
| 19 | Centrocampista | Yoshimar Yotún          | 63' |
| 77 | Centrocampista | Wilfried Zahibo         | 62' |
| 12 | Centrocampista | Sebastian Giovinco      | 32' |
| 16 | Centrocampista | Alberth Elis            | 77' |
| 27 | Centrocampista | Ezequiel Barco          | 62' |
| 99 | Delantero      | Bradley Wright-Phillips | 62' |

| 16 | Guardameta     | Carlo Pinsoglio     | Entró |
| 19 | Guardameta     | Mattia Perin        | 46'   |
| 32 | Guardameta     | Mattia Del Favero   | Entró |
| 3  | Defensa        | Giorgio Chiellini   | Entró |
| 4  | Defensa        | Mehdi Benatia       | 46'   |
| 2  | Defensa        | Mattia De Sciglio   | 46'   |
| 43 | Defensa        | Alessandro Di Pardo | 74'   |
| 36 | Centrocampista | Grigoris Kastanos   | 46'   |
| 34 | Centrocampista | Leandro Fernandes   | 46'   |
| 44 | Centrocampista | Nicolò Fagioli      | 46'   |
| 41 | Delantero      | Stefano Beltrame    | 46'   |
| 38 | Delantero      | Luca Clemenza       | 46'   |
| 31 | Delantero      | Pietro Beruatto     | 65'   |

| 26' | Josef Martínez | 1 - 1 |

| 0 - 1 | Andrea Favilli | 21' |

| Acierto de penal · Acierto de penal · Acierto de penal · Fallo de penal | Graham Zusi Yoshimar Yotún Diego Valeri Bradley Wright-Phillips | 1 - 0 2 - 1 3 - 2 3 - 3 |

| 1 - 1 2 - 2 3 - 3 3 - 4 3 - 5 | Nicolò Fagioli Stefano Beltrame Grigoris Kastanos Leandro Fernandes Mattia De Sciglio | Acierto de penal · Acierto de penal · Acierto de penal · Acierto de penal · Acierto de penal |

| 10' | Laurent Ciman |

| 44' · 88' | Alex Sandro Leandro Fernandes |

| Principal  | Robert Sibiga |
| Asistentes | Jason White   |
|            | Eric Weisbrod |
| Cuarto     | Nima Saghafi  |

| VAR | Alex Chilowicz |

|  |                    |      |      |
|  | Tiros              | 17   | 17   |
|  | Tiros a puerta     | 7    | 6    |
|  | Faltas             | 10   | 8    |
|  | Saques de esquina  | 6    | 2    |
|  | Fueras de juego    | 2    | 3    |
|  | Posesión del balón | 52.8 | 47.2 |

| 1     | POR   | Brad Guzan      | 46' |
| 62    | DEF   | Michael Murillo | 46' |
| 33    | DEF   | Aaron Long      | 62' |
| 23    | DEF   | Laurent Ciman   | 46' |
| 5     | DEF   | Francisco Calvo | 32' |
| 2     | MED   | Tyler Adams     | 32' |
| 14    | MED   | Alexander Ring  | 46' |
| 11    | MED   | Carlos Vela     | 46' |
| 10    | MED   | Miguel Almirón  | 46' |
| 21    | MED   | Ignacio Piatti  | 32' |
| 17    | DEL   | Josef Martínez  | 32' |
| D. T. | D. T. | Gerardo Martino |     |

| 1     | POR   | Wojciech Szczęsny     | 46' |
| 20    | DEF   | João Cancelo          | 74' |
| 24    | DEF   | Daniele Rugani        |     |
| 15    | DEF   | Andrea Barzagli       | 46' |
| 12    | DEF   | Alex Sandro           | 46' |
| 6     | MED   | Sami Khedira          | 46' |
| 5     | MED   | Miralem Pjanić        | 46' |
| 23    | MED   | Emre Can              | 46' |
| 33    | DEL   | Federico Bernardeschi | 46' |
| 42    | DEL   | Andrea Favilli        | 46' |
| 40    | DEL   | Matheus Pereira       | 65' |
| D. T. | D. T. | Massimiliano Allegri  |     |

| 18 | Guardameta     | Zack Steffen            | 46' |
| 3  | Defensa        | Michael Parkhurst       | 62' |
| 28 | Defensa        | Graham Zusi             | 46' |
| 24 | Defensa        | Matt Hedges             | 46' |
| 67 | Defensa        | Alphonso Davies         | 63' |
| 8  | Centrocampista | Diego Valeri            | 46' |
| 25 | Centrocampista | Darwin Quintero         | 62' |
| 4  | Centrocampista | Jonathan dos Santos     | 62' |
| 6  | Centrocampista | Ilie Sánchez            | 46' |
| 19 | Centrocampista | Yoshimar Yotún          | 63' |
| 77 | Centrocampista | Wilfried Zahibo         | 62' |
| 12 | Centrocampista | Sebastian Giovinco      | 32' |
| 16 | Centrocampista | Alberth Elis            | 77' |
| 27 | Centrocampista | Ezequiel Barco          | 62' |
| 99 | Delantero      | Bradley Wright-Phillips | 62' |

| 16 | Guardameta     | Carlo Pinsoglio     | Entró |
| 19 | Guardameta     | Mattia Perin        | 46'   |
| 32 | Guardameta     | Mattia Del Favero   | Entró |
| 3  | Defensa        | Giorgio Chiellini   | Entró |
| 4  | Defensa        | Mehdi Benatia       | 46'   |
| 2  | Defensa        | Mattia De Sciglio   | 46'   |
| 43 | Defensa        | Alessandro Di Pardo | 74'   |
| 36 | Centrocampista | Grigoris Kastanos   | 46'   |
| 34 | Centrocampista | Leandro Fernandes   | 46'   |
| 44 | Centrocampista | Nicolò Fagioli      | 46'   |
| 41 | Delantero      | Stefano Beltrame    | 46'   |
| 38 | Delantero      | Luca Clemenza       | 46'   |
| 31 | Delantero      | Pietro Beruatto     | 65'   |

| 26' | Josef Martínez | 1 - 1 |

| 0 - 1 | Andrea Favilli | 21' |

| Acierto de penal · Acierto de penal · Acierto de penal · Fallo de penal | Graham Zusi Yoshimar Yotún Diego Valeri Bradley Wright-Phillips | 1 - 0 2 - 1 3 - 2 3 - 3 |

| 1 - 1 2 - 2 3 - 3 3 - 4 3 - 5 | Nicolò Fagioli Stefano Beltrame Grigoris Kastanos Leandro Fernandes Mattia De Sciglio | Acierto de penal · Acierto de penal · Acierto de penal · Acierto de penal · Acierto de penal |

| 10' | Laurent Ciman |

| 44' · 88' | Alex Sandro Leandro Fernandes |

| Principal  | Robert Sibiga |
| Asistentes | Jason White   |
|            | Eric Weisbrod |
| Cuarto     | Nima Saghafi  |

| VAR | Alex Chilowicz |

|  |                    |      |      |
|  | Tiros              | 17   | 17   |
|  | Tiros a puerta     | 7    | 6    |
|  | Faltas             | 10   | 8    |
|  | Saques de esquina  | 6    | 2    |
|  | Fueras de juego    | 2    | 3    |
|  | Posesión del balón | 52.8 | 47.2 |